# Søtorvet
Søtorvet (literalmente, "Plaza del Lago") es un elegante proyecto residencial de finales del siglo XIX situado frente a Los Lagos en Copenhague, Dinamarca. Bordea el extremo de Frederiksborggade, donde se convierte en el Puente de la Reina Luisa, en la intersección con Vester, Nørre y Øster Søgade.

## Historia

### Antecedentes
Cuando Copenhague era todavía una ciudad fortificada, Frederiksborggade, que pasaba por la Puerta Norte, era una de las calles principales de entrada y salida de la ciudad, llevando al norte, hacia el Castillo de Frederiksborg. Después de que en 1853 se demoliera la Puerta del Norte y una ley ordenara definitivamente el desmantelamiento de las fortificaciones en 1868, comenzó la recalificación de las tierras situadas fuera de la puerta. Se construyó el actual distrito Nørrebro con Nørrebrogade, la continuación de Frederiksborggade en el otro lado de Los Lagos, como su calle más importante.

### Construcción

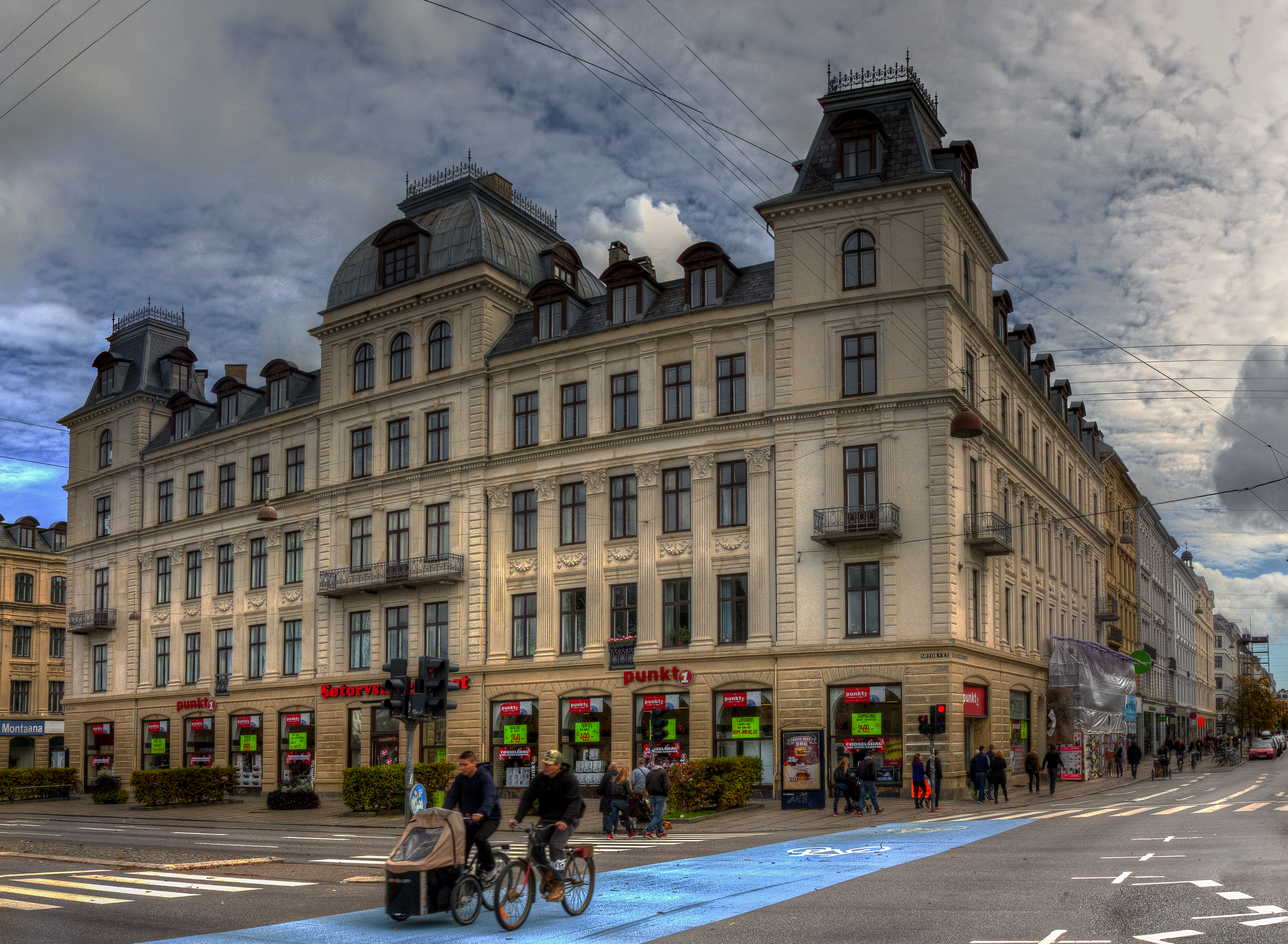
Søtorvet

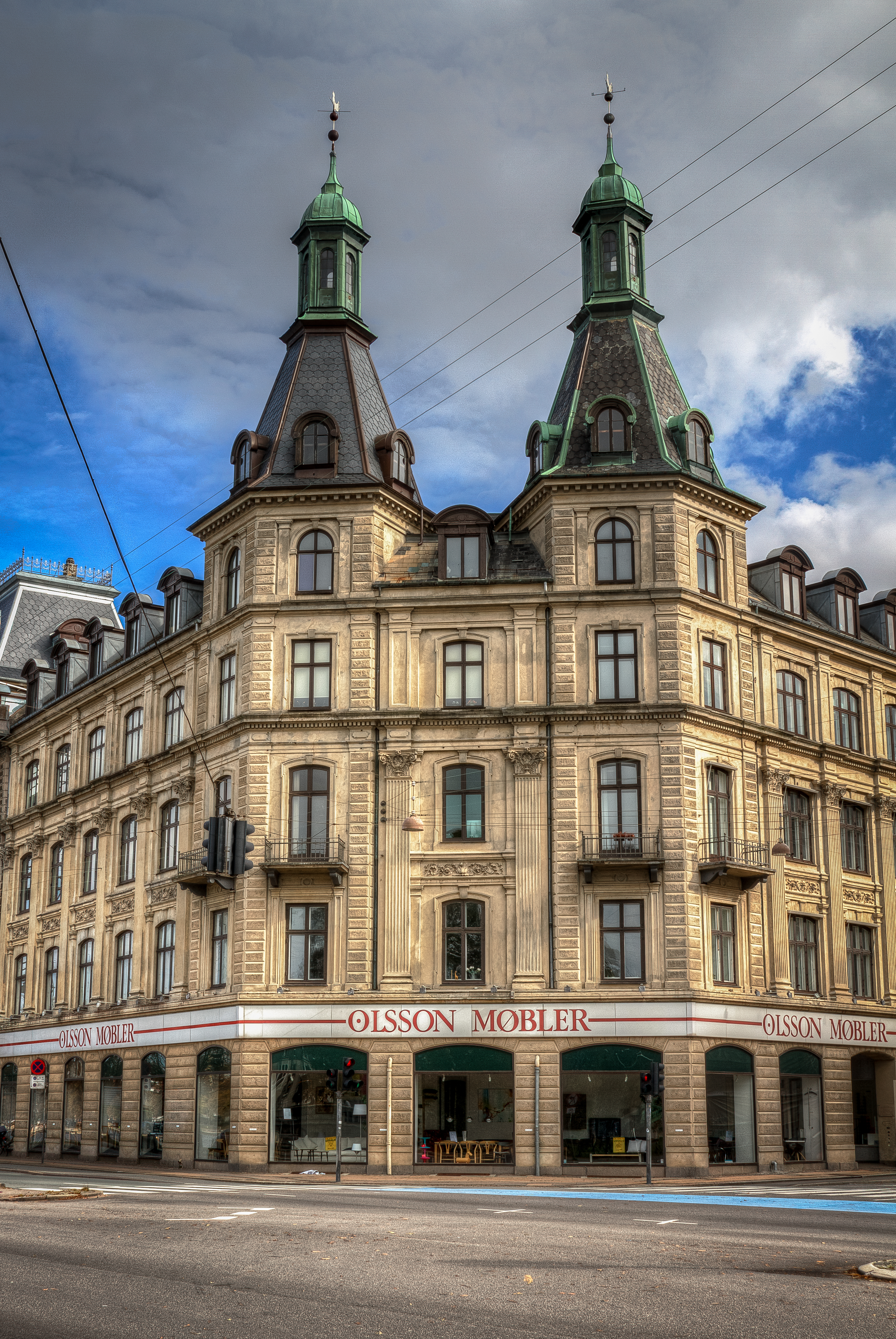
La esquina de Vendersgade y Nørre Søgade

Søtorvet fue construido entre 1873 y 1875 por la Empresa Constructora de Copenhague, una promotora fundada el año anterior por Carl Frederik Tietgen junto con un grupo de ciudadanos prominentes como el fundador de Carlsberg, J. C. Jacobsen, el fabricante Lauritz Peter Holmblad; Tage Reedtz-Thott, posteriormente primer ministro; y Carl Christian Vilhelm Liebe, posteriormente presidente del Landsting danés.
Los arquitectos fueron Ferdinand Vilhelm Jensen y Vilhelm Petersen bajo la supervisión de Ferdinand Meldahl, uno de los arquitectos daneses más importantes de la época.

### Tras la inauguración
Cuando se completaron los edificios, Johanne Luise Heiberg fue uno de los primeros residentes.
En este momento, aún no se había construido el Puente de la Reina Luisa. Se construyó una década después según el diseño de Vilhelm Dahlerup, otro arquitecto importante de la época.
En torno a 1900, abrió el Café de la Reine en el 2 de Søtorvet, contribuyendo más al ambiente francés de la zona. Tenía una terraza bajo techo, y por tanto se apodó Café la' det regne ("Café let it rain", en inglés "Café que llueva"), un juego de palabras con la pronunciación el nombre francés en danés. En la década de 1930, el café se convirtió en un lugar de reunión para poetas como Sigfred Pedersen y Otto Gelsted que a menudo recitaban sus poemas de pie sobre las mesas. Niels Clemmensen se sentaba detrás del piano. Cuando la Alemania Nazi ocupó Dinamarca en 1940, el café cerró.

## Arquitectura
Søtorvet actúa como puerta de acceso al centro de la ciudad viniendo desde Nørrebro, pero no se planificó como tal. Supuestamente a Meldahl le molestó que no se construyera un proyecto de prominencia similar en el lado de Nørrebro del puente.
El proyecto se compone de cuatro edificios, dispuestos simétricamente respecto a Frederiksborggade. Llamados Gothersgade y Venthersgade, en referencia a los godos y los wendos en el título Rey de los Godos y los Wendos usado por los reyes de Dinamarca desde el siglo XIV hasta 1972, las dos calles que separan los edificios a cada lado de Frederiksborggade repiten la simetría.
El diseño de los edificios en el estilo neorrenacentista del siglo XIX se inspiró en la arquitectura en los castillos franceses y los proyectos de Haussmann en París. Los edificios tienen una rica ornamentación de estuco y están coronados con torres y chapiteles.

## Estatuas
Hay dos estatuas de bronce en la plaza, Tiberen y Nilen que son réplicas de dos estatuas del siglo I descubiertas en excavaciones en Roma en el siglo XVI. Fueron donados por Albertina Trust de Carl Jacobsen.

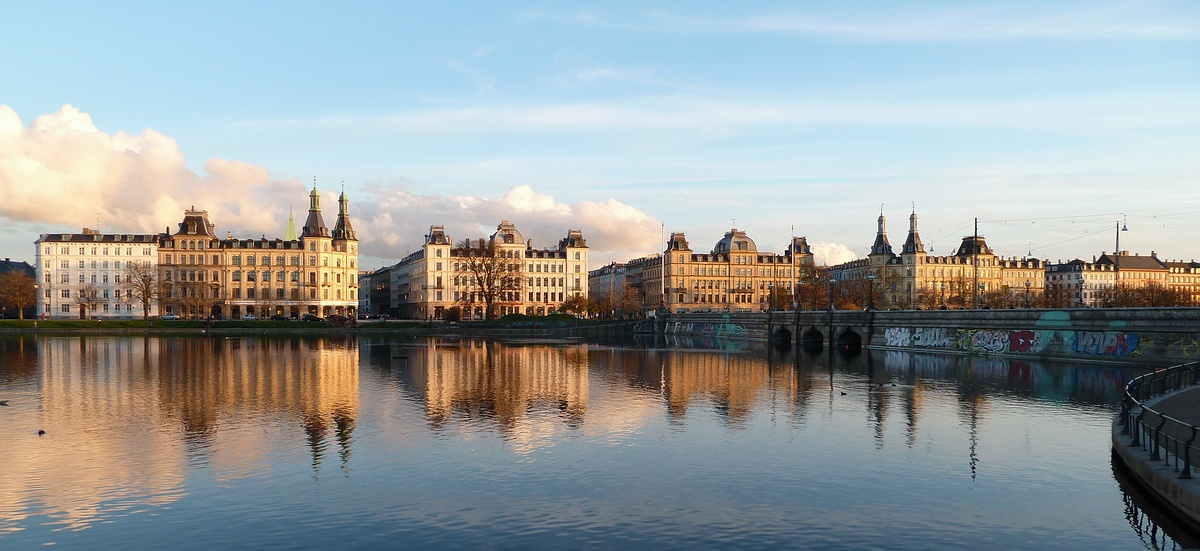
Søtorvet visto desde el otro lado del lago, con el Puente de la Reina Luisa a la derecha